# Соборна Україна (лінкор)
Ліні́йний корабе́ль «Собо́рна Украї́на» (до 2 липня 1915 року — «Іоа́нн Гро́зний», до 16 квітня 1917 — «Микола I», до 25 січня 1919 і після того ж року — «Демокра́тія») — лінкор-дредноут Чорноморського флоту Російської імперії, розроблений на основі серії кораблів типу «Імператриця Марія», недобудований флагман Українських військово-морських сил часів національно-визвольних змагань 1917—1920 років.

## Розробка
Розробка корабля з первісною назвою «Іоанн Грозний» велася у відповідь на спроби Османської імперії придбати сучасні дредноути з-за кордону, що відразу б забезпечило їй перевагу на Чорному морі. Наприкінці 1913 року Російська імперія будувала застарілі, в порівнянні з трьома турецькими дредноутами, два з яких були озроєні 343-міліметровими гарматами, лінійні кораблі типу «Імператриця Марія». Модифікована версія корабля цього типу мала набагато більший розмір, більш товсту броню і мала бути якнайшвидше введена в експлуатацію.
Попередні роботи з проєктування корабля розпочалися в грудні того ж року, задовго до того, як 13 серпня 1914 року він був офіційно замовлений. Попри модифікації його корпусних конструкцій, аби заощадити час «Іоанн Грозний» використовував практично ідентичне кораблям типу «Імператриця Марія» озброєння і механізми кораблів.

### Головні характеристики
Загальна довжина корабля становила 182 метри, ширина — 29 метрів, а повна осадка — 9 метрів. Водотоннажність корабля складала 27 830 метричних тонн при нормальному завантаженні, що на 3 000 метричних тонн більше, ніж у «Імператриці Марії», водотоннажність якої при повному завантаженні складала 23 413 метричних тонн.
По всьому корпусу використовувалася високоміцна сталь, а м'яка сталь застосовувалася лише в тих місцях, які не сприяли підвищенню міцності конструкції. Корпус був розділений 20 поперечними водонепроникними перебірками, серед яких дві повздовжні ділили машинне відділення, а одна центральна — відсік пароконденсатора.
Глибина подвійного дна складала 1,2 метри, корабель мав криголамний ніс, вірогідно, з розрахунком на його використання поза меж Чорного моря. Для зменшення хитавиці з обох боків були встановлені заспокійливі цистерни Фрама. Корабель мав два керма з електричним приводом на центральній лінії, головне з яких розташовувалися позаду меншого, допоміжного керма. Проєктна метацентрична висота дредноута становила 1,2 метри.

### Двигуни
Технічно двигуни корабля майже не відрізнялися від кораблів попереднього типу. Крильові гвинти приводилися в дію турбінами високого тиску спереду і ззаду, а внутрішні — турбінами низького тиску із загальною потужністю 29 700 кінських сил на валу (22 100 кВт). Двадцять трикутних водотрубних котлів Yarrow змішаного горіння живили турбіни з робочим тиском 17,5 атмосфер. Передня група з восьми котлів була розташована між першою і другою, а кормова група з дванадцяти котлів — між другою і третьою баштами. Максимальна швидкість корабля становила 21 вузол.
Максимальна місткість вугілля складала 3 557,3 тонни з додатковою вмістимістю під мазут. Корабель мав чотири головних, потужністю 480 кінських сил (360 кВт), і два допоміжних, потужністю 270 кінських сил (200 кВт) турбогенератори Curtiss-AEG, які приводили у дію дві динамо-машини, по одній на змінний і постійний струм. Вони живили складну електричну систему, яка поєднувала змінний струм для більшості обладнання з постійним для механізмів і машин з великим навантаженням, як-от баштові двигуни.

### Озброєння
Основне озброєння складалося з дванадцяти 12-дюймових 52-каліберних гармат зразка 1907 року, встановлених у чотирьох триствольних баштах, розподілених по довжині корабля. Гармати були ідентичні тим, що використовувалися на кораблях типу «Імператриця Марія», але з модифікацією башти для підвищення скорострільності, що мали змогу підніматися на 3—4° за секунду і переміщатися зі швидкістю 3,2° за секунду. Радіус опускання гармат складав -5°, підйому — до 25° із можливістю зарядження під будь-яким кутом від -5° до +15°. Скорострільність становила три постріли на хвилину до 15° підйому, боєкомплект — 100 пострілів при повному заряджанні. Снаряди вагою 470,9 кілограмів, що випускалися кораблем з початковою швидкістю 762 м/с забезпечували максимальну дальність стрільби 23 230 метрів.
Вторинне озброєння складалося з двадцяти 130-міліметрових 55-каліберних гармат зразка 1913 року, встановлених у казематах, що розташовувалися двома групами, по шість гармат з кожного боку від передньої башти до задньої випускної труби, а решта чотири згруповані навколо задньої башти. Три гармати на кожній стороні корабля розташовувалися для стрільби вперед, оскільки на думку Морського відомства Російської імперії це був найбільш ймовірний напрямок атаки торпедних катерів. Їх скорострільність становила від п'яти до восьми пострілів на хвилину із боєкомплектом 245 пострілів на кожну гармату. Максимальна дальність стрільби складала близько 15 360 метрів з 36,86-кілограмовим снарядом при початковій швидкості польоту 823 м/с.
Спочатку зенітне озброєння складалося з чотирьох 64-міліметрових 38-каліберних 2,5-дюймових зенітних гармат, встановлених на дахах носової та кормової башт, але під час будівництва їх замінили на чотири 102-міліметрові 37-каліберні гармати нової конструкції, які так і не були прийняті на озброєння. Крім того, на кожному борту встановлювалися по два підводних 450-міліметрових торпедних апарати боєкомплектом дванадцять торпед.

### Управління вогнем
Спочатку в бойовій рубці планувалося встановити 6-метрові далекоміри, проте під час будівництва їх замінили на установку в передній і кормовій гарматних баштах головного калібру з використанням перископів у броньованих трубах на дахах башт, що мали надавати дані для центрального артилерійського поста для розрахунку і подальшої передачі на гармати для розрахунку гармат. Передбачалося використання нового механічного комп'ютера Erikson для системи управління вогнем.

### Броня
Від кораблів типу «Імператриця Марія» дредноут відрізнявся більш важкою бронею, яка важила на 2 617 тонн більше. Неможливість російських бронетанкових заводів виготовлення цементних броньованих листів Круппа товще 270 міліметрів компенсувалася збільшенням товщини внутрішньої осколкової перегородки. Аби забезпечити опору для з'єднань і краще розподілення удару від влучання снаряда, листи металу підбиралися до розмірів шпангоутів.
Броньовий пояс мав загальну висоту 5,2 метра, з яких 3,45 метра знаходились вище проєктної ватерлінії, а 1,75 метра — нижче. В носовій частині частина ватерлінії, що залишилася, була захищена двома шпангоутами, нижній з яких спочатку мав товщину 200 міліметрів, але потім був потоншений до 100 міліметрів і виступав на 90 сантиметрів над проєктною ватерлінією. Верхній шпангоут мав товщину 100 міліметрів і простягався до середньої палуби.
В кормовій частині броньовий пояс мав товщину 175 міліметрів і закінчувався 175-міліметровою поперечною перебіркою позаду рульового механізму. Кормова частина між верхньою і середньою палубами була єдиною неброньованою ділянкою корпусу і мала 300-міліметрову поперечну переборку для захисту артилерійського льоху задньої башти від снарядів. Передня перегородка мала товщину лише 25 міліметрів і виконувала роль протиосколкової перегородки, оскільки була захищена з усіх боків бортовою та палубною бронею. Верхній пояс товщиною 75 міліметрів проходив від носової частини до кормової башти і мав висоту 2,95 метра. Вперше він був виготовлений з цементованої броні, що дозволило заощадити кілька сотень тонн ваги у порівнянні з нецементованими листами, які використовувалися на кораблях попередніх типів. За бортовою бронею розташовувалася внутрішня поздовжня осколкова перегородка, що мала товщину 75 міліметрів між середньою і нижньою палубами, але зменшувалася до 25 міліметрів між середньою і верхньою палубами і мала нахил від краю нижньої палуби до нижнього краю броньового поясу товщиною 75 міліметрів.
Башти головних гармат забезпечувалися лобовою та задньою збронею товщиною 300 міліметрів, а бокові частини та дах товщиною 200 міліметрів. Барбети мали товщину броні 300 міліметрів, але зменшували її до 225—250 міліметрів, коли знаходились за іншим шаром броні. Борти допоміжних башт мали товщину 400 міліметрів, а дах — 250 міліметрів. Випускні труби були захищені 75-міліметровою бронею, але зменшували свою товщину до 25 міліметрів між верхньою і середньою палубами.
Верхня палуба товщиною 35 міліметрів призначалася для активації підривника будь-якого снаряда, що її пробиває до того, як він досягне головної броньованої палуби, яка мала товщину 63 міліметри над броньованою цитаделлю. Підводний захист корабля був мінімальним, оскільки за продовженням подвійного дна була лише 10-міліметрова водонепроникна перегородка, і навіть вона була витиснута, оскільки корпус звужувався до кінцевих башт.

## Історія

### Будівництво
Будівництво лінійного корабля «Іоанн Грозний» розпочалося в Миколаєві на стапелі Товариства Миколаївських заводів і верфей 22 червня 1914 року, після спуску на воду 7 червня лінійного корабля «Імператриця Катерина Велика». Фактично корабель було закладено тільки 28 квітня 1915 року із розрахунком завершити його спорудження вже в жовтні того ж року, зберігаючи звичайний графік будівництва, оскільки вважалося, що Перша світова війна невдовзі завершиться. Однак постійне перенаправлення робітників на важливіші проєкти і проблеми з постачанням матеріалів затримали спуск корабля на воду до 5 жовтня 1916 року.
2 липня 1915 року лінкор був формально зарахований до складу Чорноморського флоту під назвою «Імператор Микола I», яку обрав Микола II, відкинувши варіант назви «Святий рівноапостольний князь Володимир».
В процесі будівництва було розглянуто кілька пропозицій щодо його модифікації задля ліквідації недоліків кораблів-прототипів типу «Імператриця Марія», що перебували в експлуатації. Зокрема, вони сильно диференціювали на ніс, через що його постійно заливало водою. Пропозицію оснастити «Імператора Миколу I» напівбаком відхилили, оскільки додаткова вага від бака і підйом переднього барбету фактично погіршили б його диферент вперед. Натомість пропозиція додати 1100-міліметровий фальшборт в носовій частині корабля була реалізована і його будівництво тривало до Жовтневого перевороту 1917 року.

### Під час Української революції
Після спуску корабля на воду та швартування біля добудовної стінки заводу роботи було відкладено через відсутність готових механізмів і обладнання. Після падіння монархії в Російській імперії внаслідок Лютневої революції, 29 квітня 1917 року при готовності близько 60 %, лінійний корабель «Імператор Микола I» перейменовано на «Демократію», а із приходом до влади тимчасового уряду будівництво 24 жовтня 1917 лінкор зняли з будівництва і поставлили на прикол.
На початку 1918 року місто було захоплено більшовиками, що призвело до остаточного припинення діяльності суднобудівних заводів міста. 17 березня 1918 року Миколаїв зайняли австро-німецькі війська, які також не були зацікавлені в добудові корабля і 20 березня місцева влада оголосила про закриття заводів. Тоді ж у місті відбулося Березневе повстання, внаслідок чого міська інфраструктура зазнала серйозних руйнувань.
30 травня того ж року командуючий німецькими військами у Миколаєві генерал-майор Моргенштерн-Дерінг оголосив про перехід миколаївських суднобудівних заводів у тимчасове підпорядкування та охорону військової влади. Натомість такі дії німецького командування викликали рішучий протест зі сторони гетьмана Скоропадського, внаслідок чого німецьке керівництво визнало право Української Держави на кораблі, що перебували у Миколаєві, а тому вже на початку червня заводи та всі кораблі були повністю повернені у власність України. Разом з тим українське морське міністерство звернуло особливу увагу на кораблі, що тоді стояли на стапелях, але положення «Демократії», фактично, залишалася без змін.
З ухваленням 10 серпня 1918 року закону «Про перетворення колишнього відділу Балтійського корабельно-будівельного і механічного заводу у місті Миколаєві, на Херсонщині, в самостійний казенний завод Української Держави», підприємство набуло самостійного державного статусу, а військовий і торговельний флоти України необхідну їм ремонтно-будівельну базу. З того часу завод отримав офіційну назву «Державний Миколаївський ремонтний і корабельно-будівельний завод Морського відомства». Крім того, відповідно до підписаного головою уряду Ф. А. Лизогубом та виконуючим обов'язки морського міністра капітаном 1-го рангу М. Л. Максимовим, законом, заводу у надавались нові штати для продуктивної роботи.
19 вересня 1918 року між Німеччиною і Україною в Берліні було підписано угоду про відновлення роботи суднобудівних заводів в Україні при допомозі німецької корабельні «Блом і Фосс». Угода була дійсна на час перебування німецьких військ в Україні і передбачала фінансування та забезпечення українських заводів німецькою стороною. Головним замовником виступали німці, а українська сторона могла розміщувати на заводах лише замовлення, угода про які була укладена раніше цього договору. Німці намагалися у першу чергу добудувати кораблі, які вже стояли на стапелях для власних інтересів, а Морське міністерство України воліло добудувати їх самотужки для потреб національного флоту. Тож відмова України передати замовлення на ці кораблі німецькій корабельні «Блом і Фосс» завершила українсько-німецьку співпрацю в області кораблебудівництва і кораблі, зокрема й «Соборна Україна», так і залишалися недобудованими.
Восени, після передачі всіх кораблів колишнього російського імператорського флоту до військово-морських сил України, розпочинається зміна назв військових кораблів на українські. 25 січня 1919 року «Демократія» була внесена до списку Української Директорії як запланована до завершення і включення до списку флоту до 1920 року, задля чого урядом Української Народної Республіки виділяється 20 мільйонів карбованців для розрахунку з робітниками миколаївських суднобудівних заводів. 27 січня того ж року наказом по Морському відомству ч. 57/28, згідно з «Тимчасовим законом про фльоту», лінійний корабель «Демократія» перейменовано на «Соборну Україну».

### Подальша доля
2 лютого 1918 року війська Антанти захопили Миколаїв, які вже 12 березня вибив корпус отамана Н. О. Григор'єва, що приєднався до Червоної армії. Захопивши Херсон, Одесу, Крим і Миколаїв з суднобудівними заводами, всі кораблі, що знаходилися на верфях більшовицька вклада включила до складу проголошеного Червоного флоту Української СРР. Шляхом насильства, терору та організації авральних робіт почалася термінова добудова крейсера «Гетьман Богдан Хмельницький», лінкора «Соборна Україна», якому повернули стару назву, та низки міноносців. Однак довести їх будівництво до завершення не вдалося, оскільки вже влітку 1919 року весь південь і схід України зайняла Добровольча армія під командуванням генерала В. З. Май-Маєвського, змусивши більшовиків покинути чорноморське узбережжя.
«Соборна Україна» залишалася в Миколаєві протягом всієї Української революції, викликавши зацікавленість у Радянського Союзу тільки у 1923 році. Проаналізувавши можливість і доречність добудови корабля, кінцевим рішенням було продати його на злам, оскільки до того часу він вже був технічно застарілим і мав поганий стан. Після невдалих спроб продати лінкор за кордон, 11 квітня 1927 року його продали Севастопольському морському заводу на брухт і 28 червня 1927 року на буксирі у криголама «Федір Літке» відправили з Миколаєва до Севастополя, де той був розібраний.

## Галерея

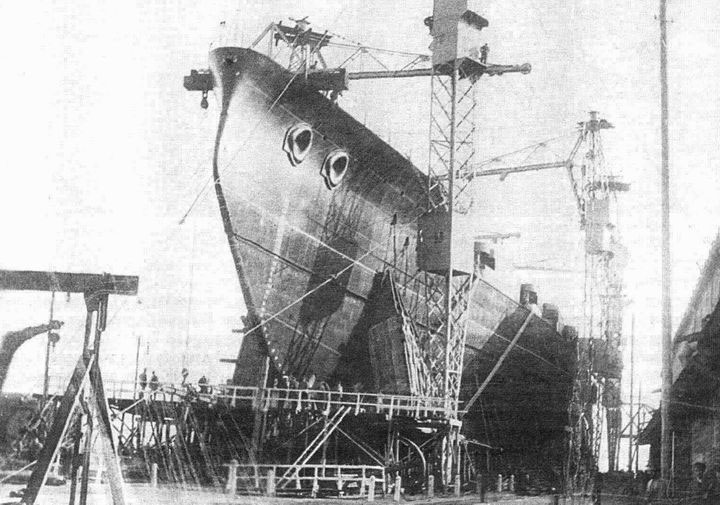
Лінійний корабель на стапелі під час будівництва
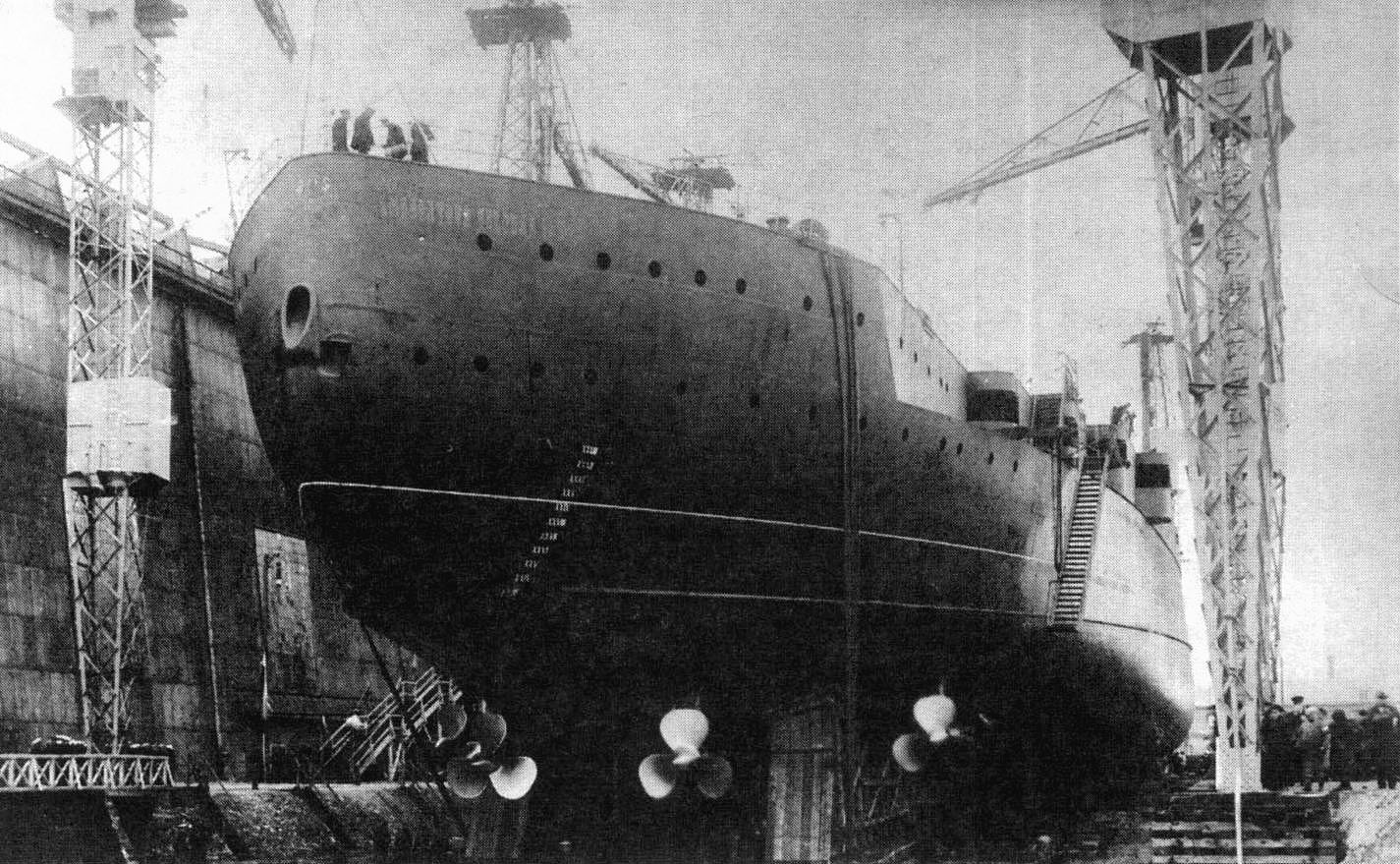
Лінійний корабель перед спуском, 5 жовтня 1916 року
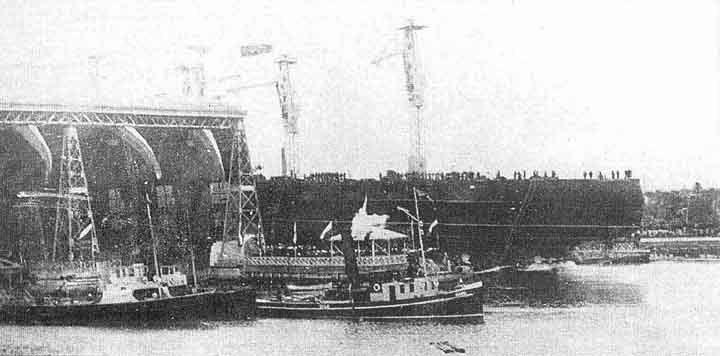
Спуск на воду лінійного корабля, 5 жовтня 1916 року
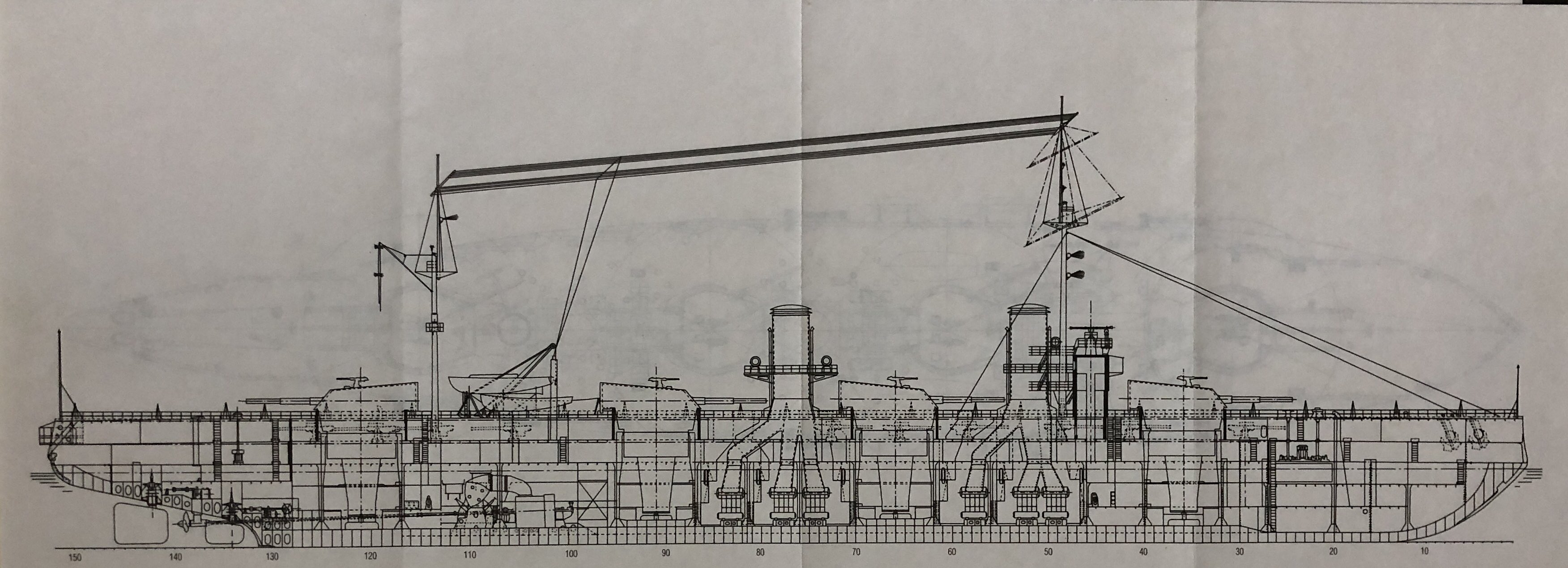
Проєктний вигляд лінійного корабля